# Радіалка (зупинний пункт)
Радіа́лка — пасажирський залізничний зупинний пункт Одеської дирекції Одеської залізниці на лінії Колосівка — Чорноморська.
Розташований поблизу дачного селища Радіалка, Березівський район, Одеської області між станціями Раухівка (14 км) та Сербка (6 км).
На платформі зупиняються приміські поїзди.